# J. Michael Bishop
J. Michael Bishop, född 22 februari 1936 i York i Pennsylvania, är en amerikansk immunolog och mikrobiolog. Han delade Nobelpriset i fysiologi eller medicin 1989 tillsammans med Harold E. Varmus för deras upptäckt av retrovirala onkogener. Detta ledde till en förståelse hur cancer kan uppstå från normala gener, de var även de första att hitta och identifiera en onkogen, v-src.
1982 tilldelades han Albert Lasker Basic Medical Research Award.